# Phyllophorella inermis
Phyllophorella inermis är en insektsart som först beskrevs av Walker, F. 1870.  Phyllophorella inermis ingår i släktet Phyllophorella och familjen vårtbitare. Inga underarter finns listade i Catalogue of Life.